# Törökkanizsa község
Törökkanizsa község (szerbül Општина Нови Кнежевац / Opština Novi Kneževac) közigazgatási egység (község, járás) Szerbiában, a Vajdaságban. A Bánság északkeleti részén fekszik. Északon Magyarország, nyugaton a Tisza és Bácska (magyarkanizsai és zentai községek), délen Csóka, keleten pedig Románia határolja. A község központja Törökkanizsa. A községben a 2002-es adatok szerint 12 975 lakos él, a természetes szaporulat értéke pedig -9,2‰ volt. A községben 5 általános iskola és két középfokú oktatási intézmény működik.

## Települések
A község 9 településből áll, amelyek 5 helyi közösségbe csoportosulnak:
- Firigyháza (Филић) - a törökkanizsai Helyi Közösséghez tartozik
- Gyála (Ђала)
- Magyarmajdány (Мајдан)
- Oroszlámos (Банатско Аранђелово)
- Ókeresztúr (Српски Крстур)
- Podolkány (Подлокањ) - Oroszlámoshoz tartozik
- Rábé (Рабе) - Magyarmajdányhoz tartozik
- Sziget (Сигет) - Oroszlámoshoz tartozik
- Törökkanizsa (Нови Кнежевац)

| Magyarország Románia Magyar- kanizsa község Csóka község Zenta N. TÖRÖKKANIZSA Gyála Ókeresztúr Rábé Magyarmajdány Sziget Oroszlámos Firigyháza Podolkány |
| térkép szerkesztése |

## Etnikai összetétel
- szerbek 7725 (59,53%)
- magyarok 3864 (29,78%)
- cigányok 655 (5,04%)
- jugoszlávok 207 (1,59%)

Magyarmajdány és Rábé magyar, a többi település szerb többségű.
1. ↑  2022 Serbia Census